# Ozoroa pulcherrima
Ozoroa pulcherrima là một loài thực vật có hoa trong họ Đào lộn hột. Loài này được (Schweinf.) R. Fern. & A. Fern. mô tả khoa học đầu tiên năm 1965.